# Now That's What I Call Music! 40 (série dos Estados Unidos)
Now That's What I Call Music! 40, também conhecido apenas como Now! 40, é a 40º edição da série de álbuns Now That's What I Call Music!, lançada em 8 de novembro de 2011. A coletânea estreou na terceira posição da Billboard 200, com a venda de 119 mil cópias em sua primeira semana de lançamento.

## Faixas
| N.º | Título                                       | Artista                         | Duração |  |
| 1.  | "Moves Like Jagger"                          | Maroon 5 com Christina Aguilera | 3:20    |  |
| 2.  | "I Wanna Go"                                 | Britney Spears                  | 3:28    |  |
| 3.  | "Without You"                                | David Guetta com Usher          | 3:26    |  |
| 4.  | "You Make Me Feel..."                        | Cobra Starship com Sabi         | 3:31    |  |
| 5.  | "Mr. Saxobeat"                               | Alexandra Stan                  | 3:12    |  |
| 6.  | "In the Dark"                                | Dev                             | 3:45    |  |
| 7.  | "Pumped Up Kicks"                            | Foster the People               | 3:55    |  |
| 8.  | "Cheers (Drink to That)" (edição para rádio) | Rihanna                         | 3:58    |  |
| 9.  | "Lighters"                                   | Bad Meets Evil com Bruno Mars   | 5:02    |  |
| 10. | "It Girl"                                    | Jason Derülo                    | 3:07    |  |
| 11. | "Yoü and I" (edição para rádio)              | Lady Gaga                       | 4:05    |  |
| 12. | "Mr. Know It All"                            | Kelly Clarkson                  | 3:49    |  |
| 13. | "When We Stand Together"                     | Nickelback                      | 3:08    |  |
| 14. | "Nothing"                                    | The Script                      | 4:28    |  |
| 15. | "Just a Kiss"                                | Lady Antebellum                 | 3:34    |  |
| 16. | "Skyscraper"                                 | Demi Lovato                     | 3:51    |  |
| 17. | "Brand New Day"                              | Trevor Hall                     | 3:30    |  |
| 18. | "Poisoned with Love"                         | Neon Hitch                      | 3:43    |  |
| 19. | "Birthday Dress"                             | Lil Playy com Matthew Koma      | 3:23    |  |
| 20. | "Children"                                   | V V Brown com Chiddy            | 3:13    |  |

### Edição deluxe (disco 2)
| N.º | Título                                                                            | Artista                     | Duração |  |
| 1.  | "So What" (de Now! 29)                                                            | Pink                        | 3:33    |  |
| 2.  | "...Baby One More Time" (de Now! 2)                                               | Britney Spears              | 3:29    |  |
| 3.  | "Forever" (de Now! 29)                                                            | Chris Brown                 | 4:35    |  |
| 4.  | "Dynamite" (de Now! 36)                                                           | Taio Cruz                   | 3:36    |  |
| 5.  | "Low"                                                                             | Flo Rida com T-Pain         | 3:48    |  |
| 6.  | "Lollipop" (de Now! 28)                                                           | Lil Wayne com Static Major  | 4:07    |  |
| 7.  | "Just Dance" (de Now! 30)                                                         | Lady Gaga com Colby O'Donis | 4:00    |  |
| 8.  | "I Gotta Feeling" (de Now! 32)                                                    | The Black Eyed Peas         | 4:03    |  |
| 9.  | "I Kissed a Girl" (de The Best of Now That's What I Call Music! 10th Anniversary) | Katy Perry                  | 2:58    |  |
| 10. | "Tik Tok" (de Now! 33)                                                            | Kesha                       | 3:19    |  |
| 11. | "Cry Me a River"                                                                  | Justin Timberlake           | 4:47    |  |
| 12. | "Apologize" (de Now! 27)                                                          | OneRepublic com Timbaland   | 3:04    |  |
| 13. | "She Will Be Loved" (de Now! Love)                                                | Maroon 5                    | 4:15    |  |
| 14. | "Rockstar" (de Now! 26)                                                           | Nickelback                  | 4:12    |  |
| 15. | "Hey, Soul Sister" (de Now! 33)                                                   | Train                       | 3:34    |  |
| 16. | "Love Story" (de Now! 30)                                                         | Taylor Swift                | 3:55    |  |